# Gornje Prilišće
Gornje Prilišće – wieś w Chorwacji, w żupanii karlowackiej, w gminie Netretić. W 2011 roku liczyła 48 mieszkańców.